# Разорёнов, Сергей Алексеевич
Сергей Алексеевич Разорёнов (1909—1991) — советский композитор, музыкальный педагог.

## Биография
Представитель вичугских фабрикантов-миллионеров Разорёновых. В 1917—1924 гг. жил в Старой Вичуге. Учился в Хреновском педагогическом техникуме.
До 1939 года учился по классу композиции у Н. Я. Мясковского в Московской консерватории. Там же занимался по анализу форм у Л. А. Мазеля, Д. Р. Рогаль-Левицкого (инструментовка), Я. Р. Гинзбурга (игре на фортепиано).
В 1938—1939 годах —преподаватель Музыкального училища им. М. Ипполитова-Иванова (ныне Государственный музыкально-педагогический институт имени М. М. Ипполитова-Иванова), в 1939—1941 годах — на курсах общего музыкального образования Дзержинского района Москвы.
В 1946—1954 годах — руководитель семинара для молодых композиторов при Союзе композиторов СССР. В 1946—1949 годах — редактор издательства Музыкального фонда СССР. В 1949—1964 годах — редактор издательства Музгиз, в 1964—1968 гг. — старший редактор издательства «Музыка», в 1968—1973 гг. — издательства «Советский композитор».
В последние годы жил на Арбате в коммуналке.

## Творчество
Автор симфонических произведений, инструментальных пьес, романсов, песен.

## Избранные музыкальные сочинения
- для симфонического оркестра
  - Фантазия на славянские темы (1943),
  - Симфония-легенда памяти Зои Космодемьянской (1952, 2-я ред. 1954, 3-я ред. 1965),
  - поэма 1905 год (1957);
- для скрипки и симфонического оркестра
  - Концерт (1945);
- для 2 скрипок, альта и виолончели
  - Инвенция и фуга (1932),
  - Квартет на мордовские темы (1944);
- для виолончели и фортепиано
  - Прелюдия и этюд (1964);
- для 2 виолончелей
  - Четыре пьесы (1975);
- для виолончели соло
  - Два этюда (1962);
- для фортепиано
  - Фуга (1932),
  - Сонатина для левой руки (1938),
  - Вариации на темы И. С. Баха (1940),
  - Романс (1955),
  - Баллада (1959),
  - Концертные этюды (1960),
  - Сибирская рапсодия (1961),
  - Вариации на старинную французскую тему (1962, 2-я ред. 1966),
  - Сонатина (1963),
  - Прелюдия и фуга (1964),
  - Двенадцать прелюдий (1966—1969),
  - пьесы для детей и юношества;
- для баяна
  - Концертные вариации (1963),
  - Прелюдия и фуга (1965);
- для гитары
  - пьесы;
- для домры
  - пьесы;
- для голоса и фортепиано
  - романсы на слова русских и советских поэтов, в том числе циклы на слова А. Пушкина (1950), А. Бестужева-Марлинского и А. Одоевского (1951), «Из прошлого» (сл. Н. Некрасова, 1969); хоры на слова Н. Некрасова, А. Бестужева-Марлинского, А. Одоевского, И. Исакова, Б. Иовлева, Н. Найденовой и других.
- песни для детей